# Pologne 2050
Pologne 2050 (en polonais : Polska 2050 Szymona Hołowni) est dans un premier temps un mouvement de soutien à la campagne de Szymon Hołownia lors de l'élection présidentielle de 2020. Le mouvement se transforme en parti politique en 2021.

## Présentation

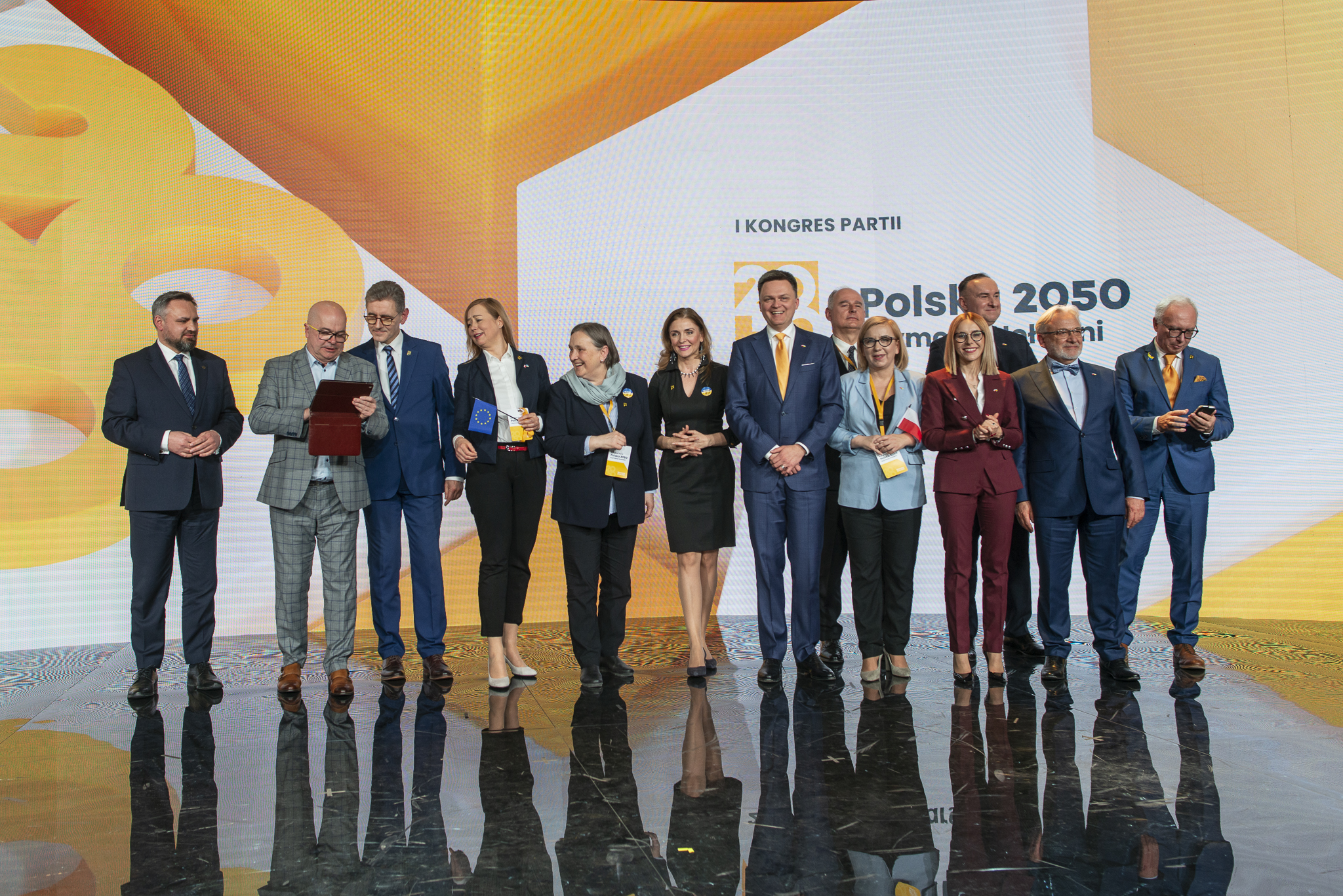
Congrès du parti en 2022, Paulina Hennig-Kloska et Agnieszka Buczyńska devenues ministres du Gouvernement Tusk III.

Le parti est fondé par Szymon Hołownia qui en devient le président. Róża Thun est élue au parlement européen et siège dans le groupe Renew Europe.

## Identité visuelle

Premier logo de 2020 à 2021.
Logo de 2021 à 2023.
Logo depuis 2023.